# Tom Clancy’s Ghost Recon (игра)
Tom Clancy’s Ghost Recon — игра в жанре тактический шутер, разработанная компанией Red Storm Entertainment и изданная Ubisoft Entertainment в 2001 году как игра для PC. Позже она была портирована на Mac, PlayStation 2 и Xbox в 2002 и на GameCube в 2003.

## Игровой процесс
Игра — тактический шутер, посвящённый управлению спецподразделением. Для каждой миссии можно выбрать до шести солдат (из 6 автоматчиков, 2 пулемётчиков, 2 снайперов и 2 сапёров/гранатомётчиков) в максимум три отряда — Альфа, Браво и Чарли. В игре нет протагониста. Игрок может выбрать любого солдата и переключаться в процессе игры на любого персонажа, всегда оставаясь командиром. Каждой команде (не индивидуально) можно задавать маршрут перемещения и характер действий — разведка, норма — действовать по обстановке или наступать любой ценой.
Нести можно только два вида оружия — основное (автомат, пулемёт, винтовка) и вспомогательное (подствольник, РПГ, гранаты, пистолет, дополнительные патроны). Боекомплект ограничен у вспомогательного оружия, возможности подобрать оружие и патроны у убитых нет. Чтобы открыть миссии для одиночной игры, игроку нужно пройти их в режиме кампании. Вначале доступно только стандартное оружие — М-16 для стрелка, М-249 для пулемётчика, М-24 для снайпера и М-4 для сапёра. Пистолет M9, пистолет M9-SD с глушителем, гранаты и мины «Клеймор» доступны на выбор всем как второстепенное оружие (сапёрам доступны еще и взрывпакеты). Затем станет доступным вооружение, предназначенное для специалистов. После выхода дополнений появляются комплекты оружия для одиночной игры. Кроме того, за выполнение дополнительных заданий в миссиях предоставляются «Специалисты», обладающие уникальным оружием и повышенными характеристиками.
За выполнение миссий каждый персонаж получает «Боевые очки», которые можно использовать для улучшения таких характеристик персонажа, как выносливость, скорость прицеливания, скрытность и лидерство.
В игре реализована реалистичная модель повреждений — ранение в голову или туловище почти всегда смертельны, ранение в руку снижает скорость прицеливания, а в ногу — скорость передвижения. Выстрелы в колеса останавливают машины и грузовики. Обычные машины нуждаются в экипаже, но ими невозможно управлять ни игроками ни врагами. Маршруты и посадка задаются скриптами и командами.
Танки и самоходные установки являются самостоятельными юнитами и также не нуждаются в экипаже, ей невозможно управлять игрокам. Каждый танк вооружён фугасными снарядами (БМП является исключением, но стреляют танки фугасами исключительно по бронетехнике) и пулемётом с бесконечным боекомплектом (перерывы в стрельбе обеспечиваются перегревом). Выстрелы из артиллерийских пушек задаются в определённых точках при создании миссии. Для уничтожения любой единицы бронетехники нужно одно попадание из противотанкового гранатомёта или танка.

## Сюжет
2008 год. Власть в России захватили радикальные ультранационалисты. Их цель — восстановить «старую Советскую Империю». Украина, Беларусь, Казахстан — одно за другим бывшие независимые государства сползают обратно на орбиту русских. Ультранационалисты образуют новое государство — Российский демократический союз. Президентом становится некий Дмитрий Арбатов, а русские танки стоят в кавказских горах и в балтийских лесах, готовых ударить на Юг и на Запад. Мир затаил дыхание и ждёт.

## Расширенные дополнения и связанные игры

### Desert Siege
27 марта 2002 года вышло расширенное дополнение Tom Clancy’s Ghost Recon: Desert Siege — Осада в Пустыне, использующее ресурсы оригинальной игры, но добавляющее новую кампанию из 8 миссий, 5 новых карт, оружие, врагов и технику.
Модификация была выпущена для Microsoft Windows как отдельная покупка и может быть разблокирована как новая кампания в версии PS2 Tom Clancy’s Ghost Recon, она также поставляется вместе с портом на Mac. В пакет расширения добавлены два новых многопользовательских игровых режима (превосходство и осада), 5 новых многопользовательских карт, новое оружие для использования в многопользовательской игре и однопользовательская кампания с восемью миссиями, которая также открывает нового солдата-специалиста. В версии для PS2 игроки, которые начинают прохождение Desert Siege, заканчивая оригинальную кампанию Ghost Recon, сначала сохраняют солдат, которых они использовали в кампании, включая их статистику.

### Island Thunder
25 сентября 2002 года было выпущено второе расширенное дополнение Tom Clancy’s Ghost Recon: Island Thunder — Остров Грома. Оно так же использует ресурсы оригинальной игры и добавляет новую кампанию из 8 миссий, 5 новых карт, оружие, врагов и технику.
Модификация была выпущена в качестве пакета расширения для Microsoft Windows и как самостоятельная игра для Xbox. Она содержит восемь новых миссий для одного игрока, 12 новых видов оружия, 5 новых выделенных многопользовательских карт, 3 новых многопользовательских режима (кошки-мышки, оборона и чудище). Версия на Xbox «Island Thunder» включает пять дополнительных миссий и двенадцать многопользовательских карт.
Игра не была издана для PlayStation 2, но весь его контент был объединен с восемью новыми однопользовательскими миссиями и дополнительными многопользовательскими картами и выпущен вместе с игрой «Tom Clancy’s Ghost Recon: Jungle Storm» в 2004 году.

### Jungle Storm
12 марта 2004 года эксклюзивно для PlayStation 2 было выпущено третье дополнение Tom Clancy’s Ghost Recon: Jungle Storm — Шторм в Джунглях. Она также включает в себя обучение и новые тактические уроки плюс полностью всю кампанию и пять новых карт из дополнения Island Thunder, включая также пять новых карт из дополнения Desert Siege (так как отдельно они не издавались на приставке).

### Неофициальные модификации
В дополнение к официальным пакетам расширения фанатами велась очень активная деятельность по созданию модификаций для Ghost Recon (более 1000 модификаций были опубликованы по состоянию на январь 2013 года), приведшая к выпуску большого количества неофициальных дополнений для ПК-версий. Доступные в свободном скачивании дополнения, такие как «Frostbite» (в России известен как «Операция «Полярная Звезда»»), «CENTCOM», «Heroes Unleashed» и «Year of the Monkey», получили огромную популярность среди других, причем количество скачиваний исчислялось в десятках тысяч.
Немалый шум вызвала пиратская украинская модификация на русском языке Ghost Recon: Операция «Галичина» в администрации Львовской области Украины в 2005 году.

## Оценки
| Сводный рейтинг         | Сводный рейтинг | Сводный рейтинг | Сводный рейтинг | Сводный рейтинг |
| Издание                 | Оценка          | Оценка          | Оценка          | Оценка          |
| Издание                 | GC              | PC              | PS2             | Xbox            |
| ----------------------- | --------------- | --------------- | --------------- | --------------- |
| GameRankings            | 63,25 %         | 82,15 %         | 67,03 %         | 85,35 %         |
| Metacritic              | 59/100          | 80/100          | 63/100          | 84/100          |
| Иноязычные издания      |                 |                 |                 |                 |
| Издание                 | Оценка          | Оценка          | Оценка          | Оценка          |
| Издание                 | GC              | PC              | PS2             | Xbox            |
| AllGame                 |                 | [ 20 ]          |                 |                 |
| EGM                     |                 |                 |                 | 7,83/10         |
| Eurogamer               |                 | 8/10            |                 | 8/10            |
| Game Informer           | 7,75/10         | 9/10            |                 | 8,5/10          |
| GamePro                 |                 | [ 27 ]          | [ 28 ]          | [ 29 ]          |
| GameRevolution          |                 |                 |                 | B+              |
| GameSpot                | 5,5/10          | 7,3/10          | 5,5/10          | 8,4/10          |
| GameSpy                 | [ 35 ]          | 76 %            | 61 %            | 82 %            |
| GameZone                | 6,4/10          | 8/10            | 6,8/10          | 9,5/10          |
| IGN                     | 4,5/10          | 9,3/10          | 4/10            | 8,8/10          |
| Nintendo Power          | 3,5/5           |                 |                 |                 |
| OPM                     |                 |                 | [ 48 ]          |                 |
| OXM                     |                 |                 |                 | 9/10            |
| PC Gamer (US)           |                 | 93 %            |                 |                 |
| The Cincinnati Enquirer |                 | [ 51 ]          |                 |                 |
| FHM                     |                 | [ 52 ]          |                 |                 |
| Русскоязычные издания   |                 |                 |                 |                 |
| Издание                 | Оценка          | Оценка          | Оценка          | Оценка          |
| Издание                 | GC              | PC              | PS2             | Xbox            |
| «Страна игр»            |                 | 8,0 из 10       |                 |                 |

«Ghost Recon» имела огромный коммерческий успех. К концу 2001 года продажи компьютерной версии достигли 430 000 копий. Объем продаж серии превысил 760 000 экземпляров к концу марта 2002 года. В Соединенных Штатах компьютерная версия «Ghost Recon» продала 240 000 экземпляров и заработала 10,1 миллиона долларов к августу 2006 года. «Edge» назвал его 83-й популярной компьютерной игрой в стране в период с января 2000 года по август 2006 года. Комбинированные продажи всех компьютерных игр серии «Ghost Recon», выпущенных между этими датами, достигли 620 000 в Соединенных Штатах к августу 2006 года. Компьютерная версия Ghost Recon также получила награду «Серебро» от ELSPA, indicating sales of at least 100,000 copies in the United Kingdom. указав продажи не менее 100 000 экземпляров в Великобритании.
Продажи версий PlayStation 2 и Xbox игр превысили 2 миллиона копий к концу июня 2003 года и помогли увеличить доходы Ubisoft за 1 квартал 2003/2004 года до рекордного уровня для компании. К июлю 2006 года версия PlayStation 2 «Ghost Recon» продала 1,1 миллиона копий и заработала только 39 миллионов долларов США только в Соединенных Штатах. Next Generation оценил его как 46-ю самую продаваемую игру, выпущенную для PlayStation 2, Xbox или GameCube в период с января 2000 года по июль 2006 года в этой стране.

### Критика
Обзоры игры варьировались от положительных до очень неоднозначных. GameRankings и Metacritic дали ему оценку 85,35% и 84 из 100 для версии Xbox; 82,15% и 80 из 100 для ПК-версии; 67,03% и 63 из 100 для версии PlayStation 2; и 63,25% с 59 из 100 для версии GameCube.

### Награды
Tom Clancy's Ghost Recon была названа «Лучшей игрой года» в 2001 году обоими IGN и PC Gamer, а также получила награду от журнала PC Gamer за «Лучший звук». Игра заняла второе место в IGN в номинациях «Лучший экшен 2001» и «Лучшее использование звука» («Выбор читателей»). Wargamer дал ему три бронзовые награды за «Игру года», врученные компаниям Red Storm как «Разработчик игры года» и Ubisoft как «Издатель игры года».

## Совпадения с реальностью
Действие первых миссий игры разворачивается в 2008 году на Кавказе. По сюжету США проводят ряд контрпартизанских операций в Южной Осетии, а вскоре в конфликт на стороне осетин вступает Россия. Рядом комментаторов отмечалось, что начало игры, выпущенной в 2001 году, сюжетно напоминает реальные события августа 2008 года.